# Эриксен, Ингвальд
Ингвальд Эриксен (дат. Ingvald Eriksen; 3 сентября 1884, Оденсе — 28 января 1961, Оденсе) — датский гимнаст, серебряный призёр летних Олимпийских игр 1912 года в командном первенстве по шведской системе.